# Osmar de Araújo Frazão
Osmar de Araújo Frazão (Rio de Janeiro, 8 de fevereiro de 1936) é um ator, crítico, jornalista e radialista brasileiro.

## História
Apesar de ser hoje conhecido como radialista, Frazão começou sua carreira artística pela televisão em 1958, na TV Tupi do Rio de Janeiro. Onde, participou como ator nos programas Ali Babá e os Quarenta Garçons, Rua do ri-ri-ri e A, E, I, O, Urca e outros. 

Em 1963, foi convidado por Chico Anísio a ingressar na TV Rio. De 1968 a 1971, fez parte do elenco da TV Globo, tendo atuado nos humorísticos Balança Mas Não Cai e Escolinha do Professor Raimundo.
A partir de 1974 começou a apresentar-se como jurado no programa de Flávio Cavalcanti na TV Tupi, tendo recebido do apresentador a alcunha de A Enciclopédia da Música Popular Brasileira.
Em 1977, começa escrever uma coluna sobre MPB no jornal Tribuna da Imprensa. Em 1980, assumiu a Coordenação de Eventos Especiais da Riotur e em 1995 tornou-se Diretor Geral da Rádio Nacional.
Em 2004 apresentou o programa de Estórias do Frazão na Rádio Nacional AM.
Atualmente, apresenta o programa Histórias da MPB na Rádio Nacional, aos domingos e com reprises às segundas